# Joseph Wu
Dans ce nom chinois, le nom de famille, Wu, précède le nom personnel Jaushieh.
Pour les articles homonymes, voir Wu.
Joseph Wu (officiellement Wu Jaushieh, en chinois traditionnel : 吳釗燮 ; pinyin : Wú Zhāoxiè), né le 31 octobre 1954, est un homme d'État taïwanais.
De 2018 à 2024, il occupe le poste de ministre des Affaires étrangères.

## Jeunesse
Jaushieh Joseph Wu est diplômé en sciences politiques de l'université nationale Chengchi (BA), de l'université Missouri-Saint-Louis (MA), avant d'être titulaire d'un doctorat de l'université d'État de l'Ohio.

## Carrière politique
De 2007 à 2008, Jaushieh Joseph Wu officie en tant que représentant au Bureau de représentation économique et culturelle de Taipei aux États-Unis,.
Il occupe le poste de secrétaire général du Parti démocrate progressiste à partir de 2014. Après l'élection présidentielle de 2016 remportée par son parti, il est nommé secrétaire général du Conseil de sécurité nationale (en). Un an plus tard, il devient secrétaire général de la présidente,.
Wu est nommé ministre des Affaires étrangères en février 2018,, entrant officiellement en fonction au ministère le 26 février.
L'Alliance interparlementaire sur la Chine a invité le ministre taïwanais des Affaires étrangères Joseph Wu, le président de l'administration centrale tibétaine Penpa Tsering, l'ancien législateur de Hong Kong Nathan Law et la militante ouïghoure Rahima Mahmut pour un contre-sommet au G20 à Rome le 29 octobre 2021.
En 2020, il accuse la Chine de chercher à faire de Taïwan « le prochain Hong Kong » où la répression de la dissidence s'est intensifiée depuis l'entrée en vigueur fin juin de la loi  sur la sécurité nationale en déclarant « Notre vie quotidienne est de plus en plus difficile alors que la Chine continue de faire pression sur Taïwan pour que nous acceptions ses conditions politiques ». Il ne défend pas la proposition de Pékin selon le principe « un pays, deux systèmes »  compte tenu que l’expérience de Hongkong à travers les manifestations de 2019-2020, ainsi que l'emprisonnement des défenseurs de la démocratie  ou disqualifiés du système politique, démontre selon lui que seul domine le système autoritaire chinois à la différence de Taiwan qui dispose d'une armée.
Le 7 mars 2022, alors qu'il annonce avoir récolté plus de 300 millions de dollar NT$ pour l'Ukraine dans le cadre de l'invasion de l'Ukraine par la Russie, le ministre déclare  « Permettez-moi de dire ceci du fond du cœur : vous avez été une source d'inspiration pour le peuple taïwanais face aux menaces et à la coercition du pouvoir autoritaire ».
Ses fonctions en tant que ministre des Affaires étrangères prennent fin le 20 mai 2024, à la fin du second mandat présidentiel de Tsai Ing-wen ; son mandat à ce poste est alors le plus long de l'histoire de la république de Chine depuis la première élection présidentielle de 1996 (en). Il est alors nommé secrétaire général du Conseil de sécurité nationale, un poste qu'il a déjà occupé précédemment.